# سعلاة
السِعْلاة أو السِعْلاء والجمع: سَعَالى (بالعامية: سِعْلُوَّة) هي شخصية شيطانية أنثوية، السعلوة شكلها غريب ومخيف، فجسمها مليء بالشعر كأنها قرد، لكن لديها قدرة على التحول في شكل امرأة جميلة حسناء الشكل طويلة القد، ومرتبة الهندام، تُغري الرجال ثم تفتك بهم وتقتلهم. وفي روايات أخرى أنها إذا أُعجبت برجل ما تخطفه تحت النهر وتتزوجه وتنجب منه أطفال وتعيده بعد سنين. يشار بأن لفظة سعلوة تطلق على المرأة النحيلة أو القبيحة في البادية والقرى الأردنية.

## جذورها
يعتقد بعض الباحثين أن جذور هذه الشخصية تعود إلى ليليث في ملحمة جلجامش والتي تكاد تتطابق حرفيا في صفاتها مع السعلوة. وليليث كلمة بابلية / آشورية بمعنى أنثى العفريت. ليليث هي جنية أنثى تسكن الأماكن المهجورة وكانت تغوي الرجال النائمين وتضاجعهم وبعد ذلك تقتلهم بمص دمائهم ونهش أجسادهم.

## في التراث العربي

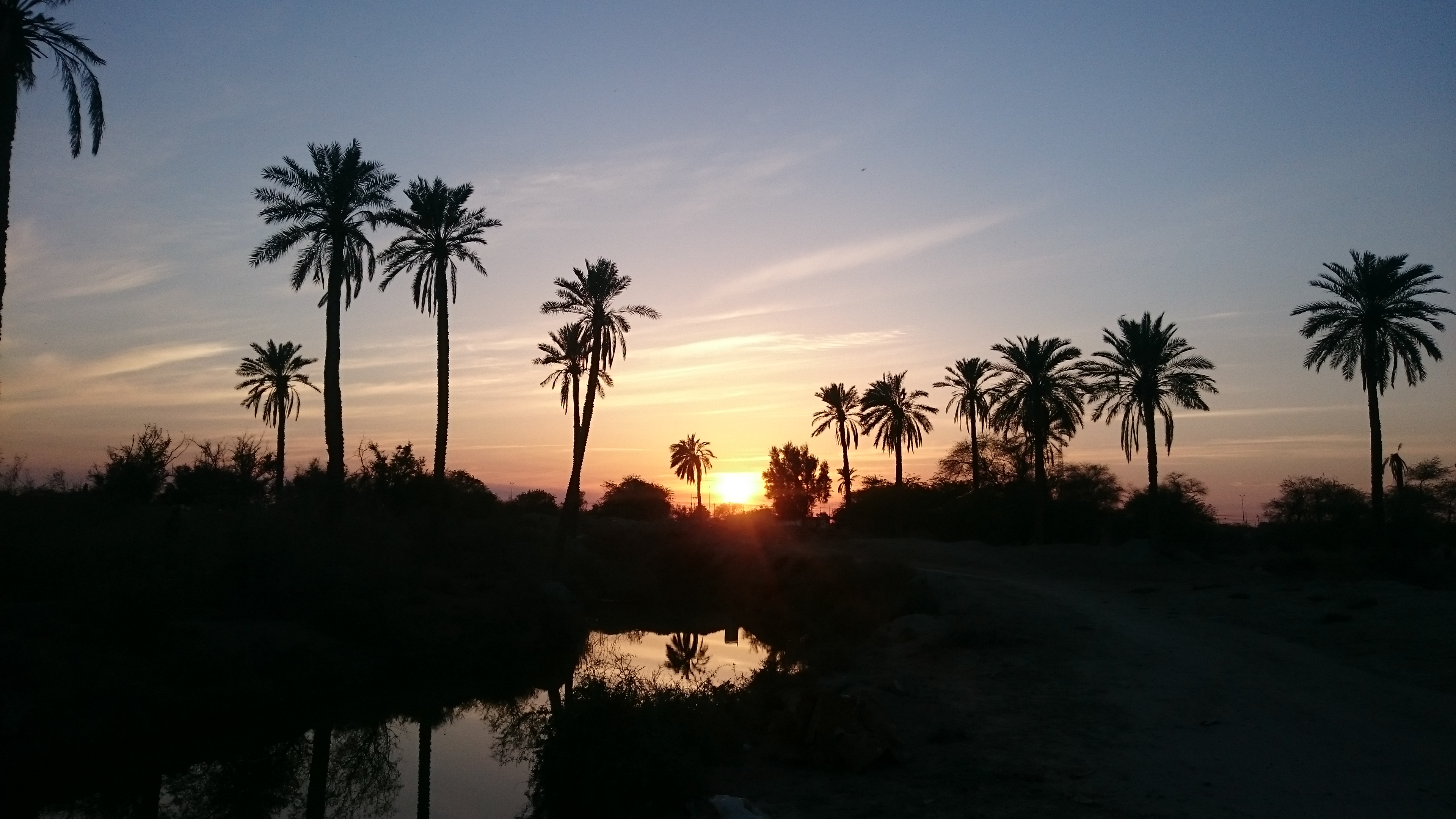
تجسد شخصية سعلوة في قصص وحكايات وأساطير الشعوب العربية كان بالأصل ضمن الموروث الميثولوجي في العراق القديم.

ما زالت هذه الشخصية موجودة حتى الآن في قصص الأدب الشعبي العربي عموما والعراقي والجزيرة العربية وبادية الأردن على وجه الخصوص. وتستخدمها الجدات لإخافة الأطفال في القصص الشعبية، كما أنهم يشبهون بها بعض الفتيات اللاتي يتخلقن بأخلاق القسوة والعدوانية ويتصرفن بشكل غير لائق أو بعض الفتيات ذات المظهر القبيح أحيانا.
ويعتقد بعض أهالي حوض الفرات في سوريا أنها جان يتغير داخل كل قبر مهجور وعلى أنه نوع من السحر الأسود الذي يصعب فكه، إذ أن فك السحر يتطلب حرق الكائن المتمثل به (ليس الحرق بالنار) فتكون السعلوة امرأة عجوز لتدخل قبر《وتخرج على هيئة كلب أسود ثم تدخل قبرا وتخرج غراب》.
يحكى أن صنفاً منها يتزيا بزي النساء، ويتراءى للرجال، وحكي أن بعضهم تزوج امرأة منهن وهو لا يعلم، فأقامت معه مدة وولدت منه أولاداً ذكوراً وأناثاً، فلما كانت ذات ليلة صعدت معه السطح، فنظرت، فرأت ناراً من بعد عند الجبانة، فاضطربت، وقالت: ألم تر نيران السعالى، وتغير لونها، وقالت: بنوك وبناتك أوصيك بهم خيراً، ثم طارت ولم تعد إليه.
يسمى زوج السعلاة بالسعلو، وهو عجوز كهل يخدع الأطفال بكلامه فيأخذهم معه ليأكلهم هو وزوجته.
تدعى جارة السعلاة (أم الصلفوطي) وهي أكبر منها حجما ولها قدرة على الطيران، صوتها يشبه صوت طائر البوم، وتستطيع لف رأسها بالكامل مثل البومة.
من المثير القول أنّ هذه الشخصية الخرافية والصفات التي تتصف بها تكاد تكون مطابقة من بلد لآخر، وإن كان بأسماء مختلفة، ربما بسبب جذور هذه الشخصية الواحدة والتي جاءت من أساطير بلاد الرافدين والتراث العربي القديم، أو ربّما من التراث العالمي. ففي الأساطير الريفية المصرية، يدعى مخلوق خيالي مماثل النداهة. أمّا في اليمن وبعض دول الخليج العربي، فيطلقون على هذه العفريتة اسم أم الصبيان أو أم الدويس. وفي الفلكلور الشعبي المغربي، يحكون على جنيّة مماثلة تدعى عيشة قنديشة.

## في التراث الأوروبي

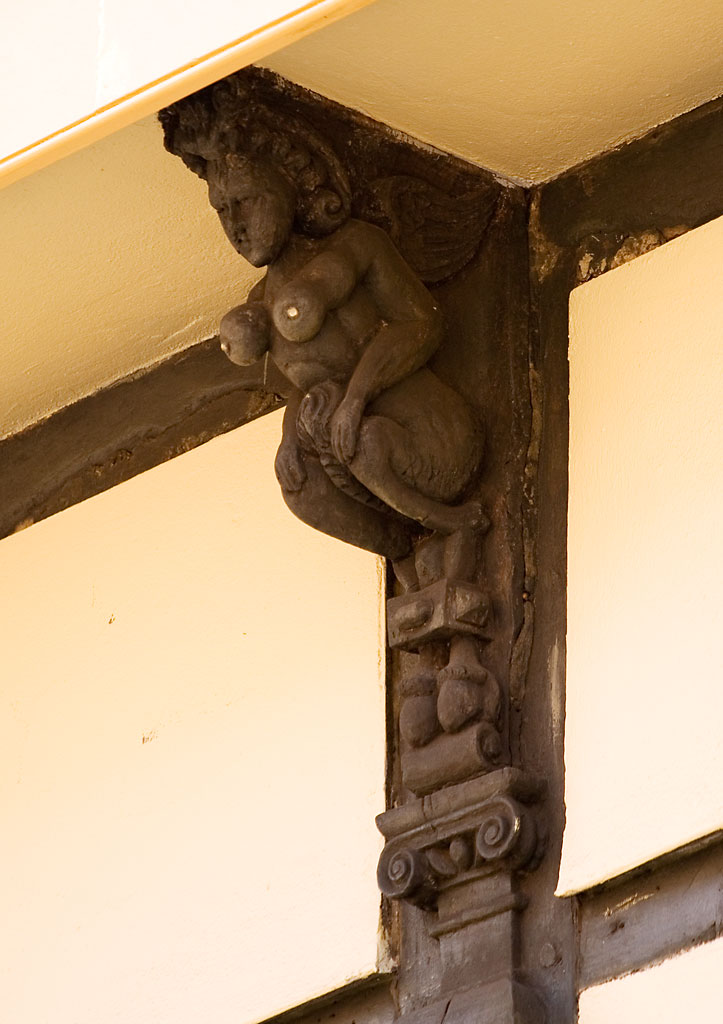
نحت لسعلوة (succubus) في فندق إنكليزي يعود للقرن 16

في التراث الأوروبي، يطلقون على هذه العفريتة اسم سيكابيس (Succubus).

## صفات السعلوة
- لها قرون من خشب (في الحكايات الموصلية فقط).
- تشبه العنزة في شكلها الخارجي وأكبر منها بثلاث مرات.
- قوية جدًا وتأكل اللحم البشري.
- أرجلها مصنوعة من الرقع.
- لها أنف أحمر وفم واسع وأسنان طويلة وشفاه عريضة.
- لها رجلين .. الرجل الأولى رجل حمار .. والأخرى رجل الجنية
- إحدى عيناها حمراء والأخرى صفراء
- لها شعرٌ كثيف في نصف رأسها والنصف الآخر أقرع
- تخطف الأطفال وتتواجد في الأماكن البعيدة عن التجمعات البشرية
- طريقة قتلها : طعن ظلها بسلاح حاد

منقول من كتاب السعلاة والطنطل في الموروث الشعبي العراقي للدكتور جمال السامرائي .

## تناقضاتها
- تؤكد الحكايات الشعبية على أن السعلاة حيوان ومن فصيلة المخلبيات، إلا أن الغموض يتعارض في كونها لا تمشي على أربعة أرجل (كأي حيوان) وذلك لتعارض طبيعة الأثداء لضخامتها، ويوافقها من ناحية وجود المخالب ونفس وظيفة الحيوان المخلبي كالقط البري وغيرها.
- السعلاة حيوان مائي يعيش في المياه، وذكرت الحكايات في بداية نشوئها عن (السعلاة) بأنها نصف (امرأة) والنصف الأخير ذيل سمكة، إلا أن الدور الأساسي من السعلاة ومن تواجدها في مجالس السمر أدّى إلى ظهورها إلى الواقع كأنثى الغول وكامرأة في بعض الأحيان، وهذا بالأساس يناقض آراء الكتاب العرب الذين أكّدوا على أنها تعيش في القفار، وإذا كانت تعيش في الماء، فكيف هي إذن زوجة الغول الذي يعيش في الصحراء الجدبة الخالية من المياه، هذا التناقض غير محسوم وإنما شدد على الجانبين بنفس الوقت، ففي قصص الفرات الأوسط نجد أن مكانها الماء في حين نجد في حكاية (درب الصد ما رد) أن مكانها القفار.
- شكلها الخارجي قذر جدًا وشعر جسدها مغطى بالكامل بالقمل، وهذه القذارة في الجسم مناقضة تمامًا كونها حيوانًا مائيًا، من أين هذا القمل وهذه القذارة وهي الساكنة في المياه (المعروف عن المياه أنها طاهرة مطهرة).
- تؤكد بعض الروايات على أن (السعلاة) من الحيوانات البرمائية، أي بإمكانها الحياة في الماء وفي اليابسة ولو أن لهذا الإدعاء شكوكًا وتناقضات في بعض الحكايات، إلا أنها أخذت ردحًا من الزمن تفسر تواجد السعلاة في البر قرب جرف الماء (السواحل) وكان لهذا التفسير وقع خاص في استمرارية الحكايات الخرافية بنفس الحماس وبنفس المضمون.
- إن السعلاة تموت كأي كائن حي وهذا يدل على توارث فكرة الشر بتوالد السعلاة وموتها، وأن موتها في الأغلب على يد بطل الحكاية أو كنتيجة لذكائه في القضاء عليها أو بتواجد شخصية مساعدة للبطل، الأمر الذي يدلل على أن جانب الخير هو الغالب دائماً.

منقول من كتاب السعلاة والطنطل في الموروث الشعبي العراقي للدكتور جمال السامرائي .

## شخصيات خرافية أخرى من ملحمة جلجامش
- خمبابا
- الرجل العقرب
- ليليث
- إنانا
- طائر الزو
- كور